# Anatolij Ivanovič Nefjodov
Anatolij Ivanovič Nefjodov (rusko Анатолий Иванович Нефёдов), sovjetski vojaški pilot in letalski as.
Nefjodov je v svoji vojaški karieri dosegel 16 samostojnih zračnih zmag.

## Življenjepis
Med zimsko vojno je opravil 87 bojnih poletov in dosegel 3 zračne zmage.
Med drugo svetovno vojno je dosegel 13 zračnih zmag.

## Odlikovanja
- heroj Sovjetske zveze (21. april 1940)